# Шорт, Пэт
Патрик (Пэт) Шорт (англ. Patrick (Pat) Shortt, род. 12 декабря 1967 года) — ирландский актёр, комик, писатель и артист. Игра в фильме «Заправка» 2007 года принесла ему Премию Ирландской академии кино и телевидения за лучшую мужскую роль. Известен также по роли Тома в телесериале «Отец Тед». По данным IMDb, за свою карьеру получил 4 награды и 5 номинаций.

## Фильмография

### Телевидение
| Год(ы)    | Название        | Роль          |
| --------- | --------------- | ------------- |
| 1995—1996 | «Отец Тед»      | Том           |
| 2000      | The Fitz        | Бобби         |
| 2004—2008 | Killinaskully   | Various       |
| 2009—2011 | Mattie          | Мэтти Дуайер  |
| 2014      | Moone Boy       | Островной Джо |
| 2015      | Toast of London | Ларри Маггинс |
| 2016      | Smalltown       | Том           |

## Награды и номинации
| Премия                                               | Год  | Категория                                           | Произведение      | Роль           | Результат | Ист.  |
| ---------------------------------------------------- | ---- | --------------------------------------------------- | ----------------- | -------------- | --------- | ----- |
| Gold Derby Awards                                    | 2023 | Лучший актёрский ансамбль                           | «Банши Инишерина» | Джонджо Дивайн | Номинация | [ 4 ] |
| International Online Cinema Awards (INOCA)           | 2023 | Лучший актёрский ансамбль                           | «Банши Инишерина» | Джонджо Дивайн | Номинация | [ 4 ] |
| Международный кинофестиваль Ричарда Харриса          | 2022 | Лучший короткометражный фильм Среднего Запада       | Warts and All     |                | Победа    | [ 4 ] |
| Evening Standard British Film Awards                 | 2009 | Лучший актёр                                        | «Заправка»        |                | Победа    | [ 4 ] |
| Телевизионный фестиваль в Монте-Карло (Golden Nymph) | 2009 | Выдающийся актёр — комедийный сериал                | Killinaskully     |                | Номинация | [ 4 ] |
| Irish Film and Television Awards                     | 2005 | Телевизионная персона года                          | «Заправка»        |                | Победа    | [ 4 ] |
| Irish Film and Television Awards                     | 2008 | Лучший актёр в главной роли в полнометражном фильме |                   |                | Номинация | [ 4 ] |
| Фестиваль комедийного кино в Монте-Карло             | 2007 | Лучший актёр                                        | «Заправка»        |                | Победа    | [ 4 ] |
| Премия Дублинского кружка кинокритиков               | 2007 | Лучший актёр                                        | «Заправка»        |                | Номинация | [ 4 ] |